# 王士任
王士任（1686年—1744年），字咸一，号莘野，山東威海衛人。清朝官員。

## 生平
王士任爲雍正元年（1723年）癸卯恩科進士。曾任汀州府知府。雍正九年（1731年）接替沈起元擔任台灣府知府。雍正十一年（1733年）升任福建鹽道。乾隆二年（1737年）升布政使，次年升福建巡撫。後因王德纯案牵连，被罢官。

## 外部連結
- 山东威海环翠区的历史人物

| 官衔          | 官衔                                               | 官衔          |
| ------------- | -------------------------------------------------- | ------------- |
| 前任： 王德純 | 汀州府知府 雍正八年 （1730年）                     | 繼任： 孫魯   |
| 前任： 吳彥遵 | 泉州府南安縣知縣 雍正八年－十二年 （1730－1734年） | 繼任： 劉浴   |
| 前任： 沈起元 | 臺灣府知府 雍正九年（1731年）上任                  | 繼任： 尹士俍 |
| 前任： 張廷枚 | 福建布政使 乾隆二年（1737年）上任                  | 繼任： 喬學尹 |
| 前任： 盧焯   | 福建巡撫 乾隆三年（1738年）上任                    | 繼任： 王恕   |